# 347

## Esdeveniments
- Sàrdica (Mèsia): Se celebra un gran concili a la ciutat.
- Cartago: Donat II el gran, bisbe de la ciutat i líder dels donatistes és deposat per ordre de l'emperador romà Constant i enviat a l'exili.

## Naixements
- 11 de gener, Cauca, Tarraconense: Teodosi I el Gran, emperador romà. (m. 395)
- Antioquia, Província romana de Síria: Joan Crisòstom, bisbe, doctor de l'Església. (m. 407)
- Sardes, Lídia: Eunapi, sofista i historiador grecoromà.
- 5 de maig, Roma: Santa Paula (m. 404).[1]